# Knut Jönsson (Tre Rosor)
Knut Jönsson (Tre Rosor), död efter 1438, var väpnare, riksråd och lagman i Västergötland 1434–1438. Hans far Johan Knutsson Tre rosor levde ännu 1378 och farmor Kristina Bengtsdotter var dotter till lagmannen Bengt Hafridsson och Knuts företrädare i Västergötland Gustav Magnusson (Tre Rosor) var troligtvis en syssling.
Detta är den Knut Jonsson, som tillsammans med Arent Stubbe år 1419 mördade f.d lagmannen och riksmarsken Erik Erlandsson (Sparre av Rackeby):
Botgöring är beskrivet i handlingar rörande deras släktingars botgöring i form av att skänka Hunnavik tillsammans med Bohult till Nydala kloster. Gåvan var ett sätt för väpnarna Knut Jonsson och Arend Stubbe att köpa sig själslig (och juridisk?) frid efter att de mördat herr Erik Erlandsson 
Knutsson anges i artikeln Tre Rosor i Personhistorisk tidskrift (1905) vara systerson till den omnämnde Johan Hjärne:
| ” | Enligt den Braheska släktboken har Joan Knutsson äfven varit gift med Märta, dotter till riddaren Jon [Erengislesson] Hjärne, som i vapnet förde en båt. Detta giftermål bestyrkes äfven af i behåll varande urkunder. 1419 säges nämligen Knut Jonsson vara systerson till Jon Hjärnes son riddaren Jönis [Jonsson] Hjärne | „ |

Gift med 
1. X Jönsdotter (Magnus Marinasons ätt), dotter till Jöns Magnusson (Magnus Marinasons ätt).
2. Agnes Alfsdotter, dotter till norska riksrådet Alf Haraldsson (Bolt) och Katarina Jonsdotter (Roos)

Barn:
1. Jöns Knutsson (Tre Rosor)
2. Alv Knutsson (Tre Rosor) Riksråd i Norge.
3. Märta Knutsdotter (Tre Rosor) gift med Jöns Lage Posse